# 산리쿠 미나미 지진
산리쿠 미나미 지진(일본어: 三陸南地震 さんりくみなみじしん[*])은 2003년 5월 26일 일본 이와테현과 미야기현의 경계 해역에서 일어난 지진이다. 규모는 M7.1. 이와테현과 미야기현에서 진도6약을 관측했다.
미야기현 해역에서 발생했지만, 약40년마다 발생하는 "미야기현 해역 지진"은 아니다. 본 지진은 미야기현 해역 지진(판 경계간 지진)과 달리 슬래브 내부 지진이다.
본 지진으로 174명이 부상했다. 또한, 본 지진으로부터 딱 2개월후(2003년 7월 26일)에 미야기현 북부 지진이 일어났다.

## 진도
아래는 일본 기상청 진도 계급 기준 진도5약 이상을 관측한 도도부현이다.
| 진도 | 도도부현                       |
| ---- | ------------------------------ |
| 6약  | 이와테현 미야기현              |
| 5강  | 아오모리현 아키타현 야마가타현 |
| 5약  | 후쿠시마현                     |

## 같이 보기
- 2003년 미야기현 북부 지진 - 산리쿠 미나미 지진으로부터 딱 2개월 후에 미야기현에서 일어난 지진
- 2003년 지진
- 일본의 지진 목록